# Lnářský Málkov
Lnářský Málkov je vesnice, část obce Kadov v okrese Strakonice v Jihočeském kraji. Nachází se asi jeden kilometr jižně od Kadova a deset kilometrů jihovýchodně od Blatné na rozhraní Jihočeského a Plzeňského kraje. V roce 2011 zde trvale žilo osmdesát obyvatel.

## Historie
První písemná zmínka o vesnici pochází z roku 1393.

## Přírodní poměry
Vesnice se rozkládá v krajině šumavského předhůří při okraji Blatensko-Lnářské rybníkářské oblasti. Druhý největší rybník Blatenska Velká Kuš, leží necelý kilometr severovýchodním směrem. Při jeho pravém břehu se rozkládá stejnojmenná přírodní rezervace. Možným turistickým cílem jsou též Velký a Malý Čertův Náramek – dvě kamenná seskupení opředená pověstmi. Jsou od sebe vzdálené asi 1,5 kilometru a tvoří dvě zastavení na trase naučné stezky Okolím Viklanu. Samotný Viklan se nachází v kilometr vzdálené obci Kadov.

## Obyvatelstvo
| Rok            | 1869 | 1880 | 1890 | 1900 | 1910 | 1921 | 1930 | 1950 | 1961 | 1970 | 1980 | 1991 | 2001 | 2011 | 2021 |
| -------------- | ---- | ---- | ---- | ---- | ---- | ---- | ---- | ---- | ---- | ---- | ---- | ---- | ---- | ---- | ---- |
| Počet obyvatel | 301  | 309  | 296  | 264  | 274  | 281  | 239  | 166  | 157  | 141  | 124  | 103  | 92   | 80   | 79   |
| Počet domů     | 46   | 53   | 55   | 55   | 55   | 51   | 52   | 49   | 41   | 41   | 40   | 46   | 48   | 47   | 47   |

## Obecní správa
Při sčítání lidu v letech 1869–1963 Lnářský Málkov byl samostatnou obcí v okrese Blatná. Od roku 1964 je částí obce Kadov v okrese Strakonice.

## Galerie

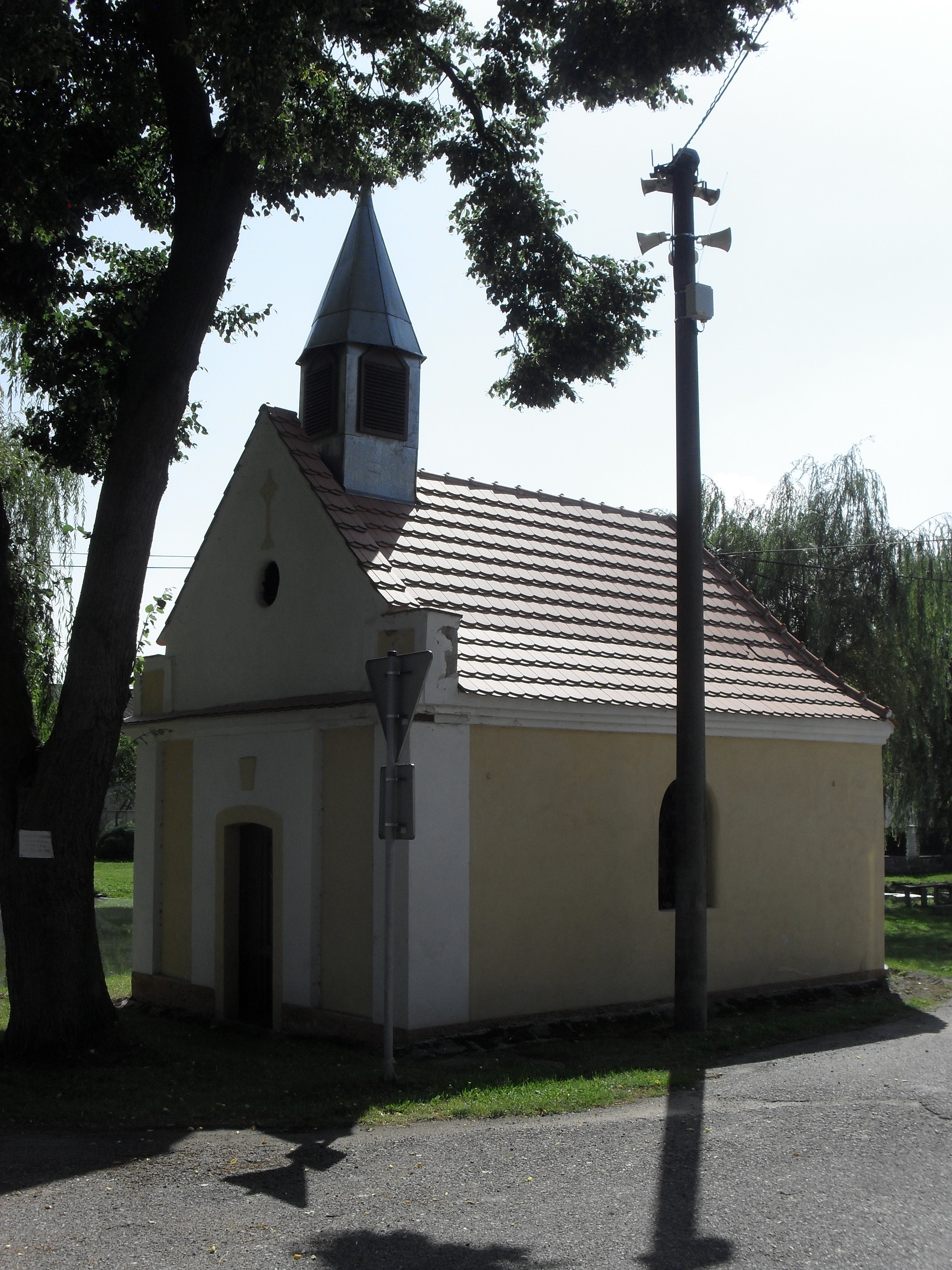
Kaplička
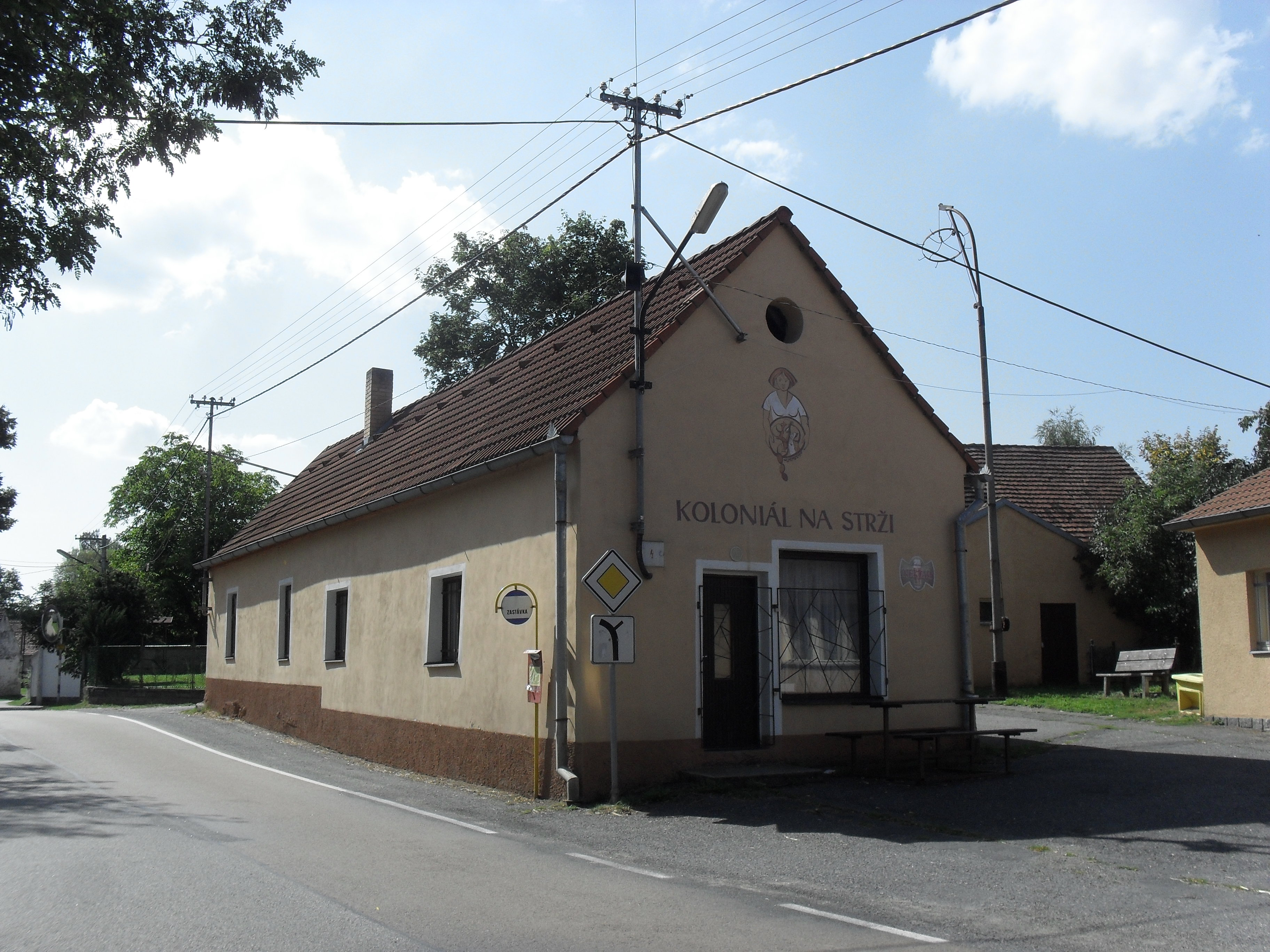
Koloniál
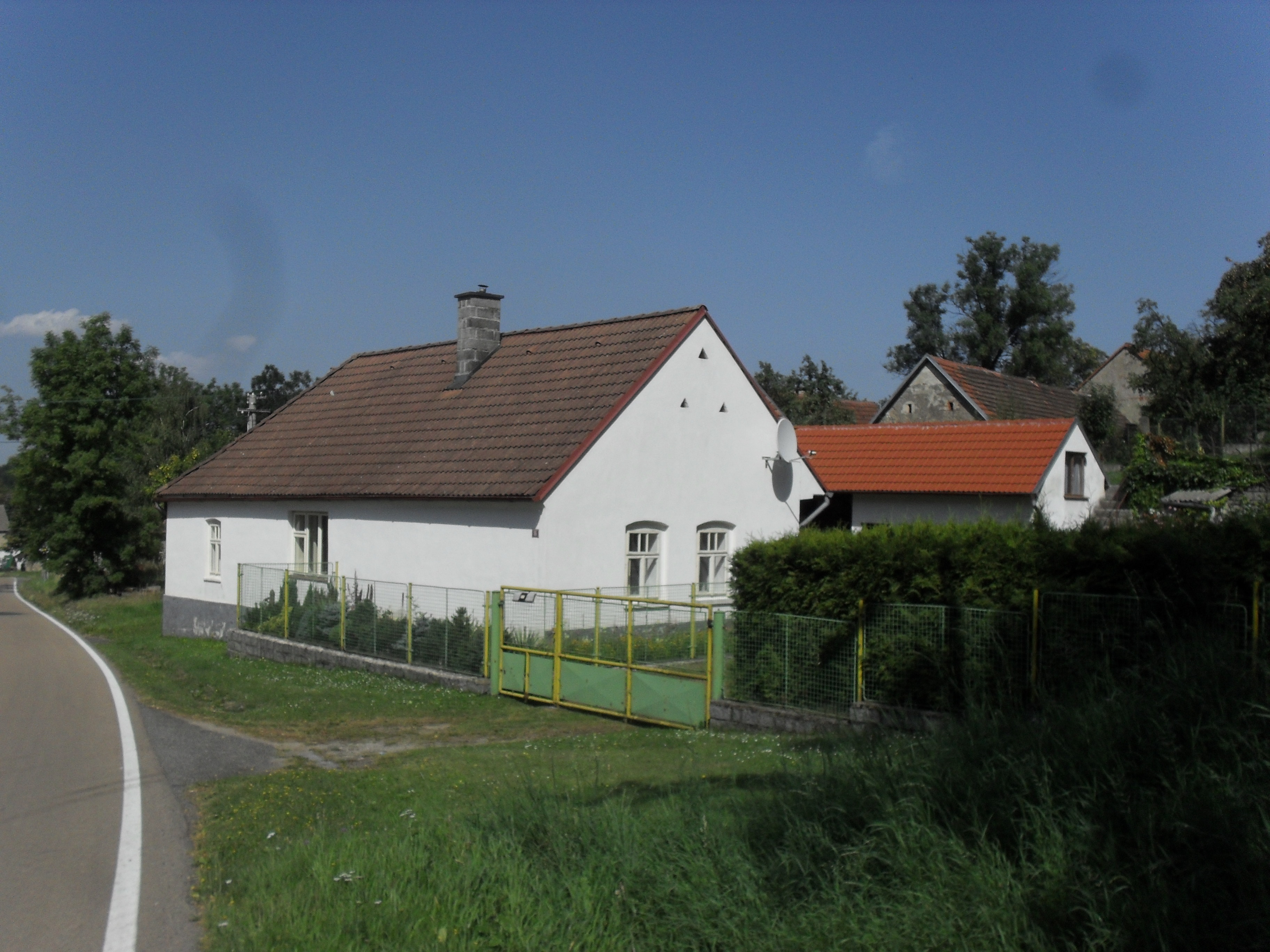
Stavení
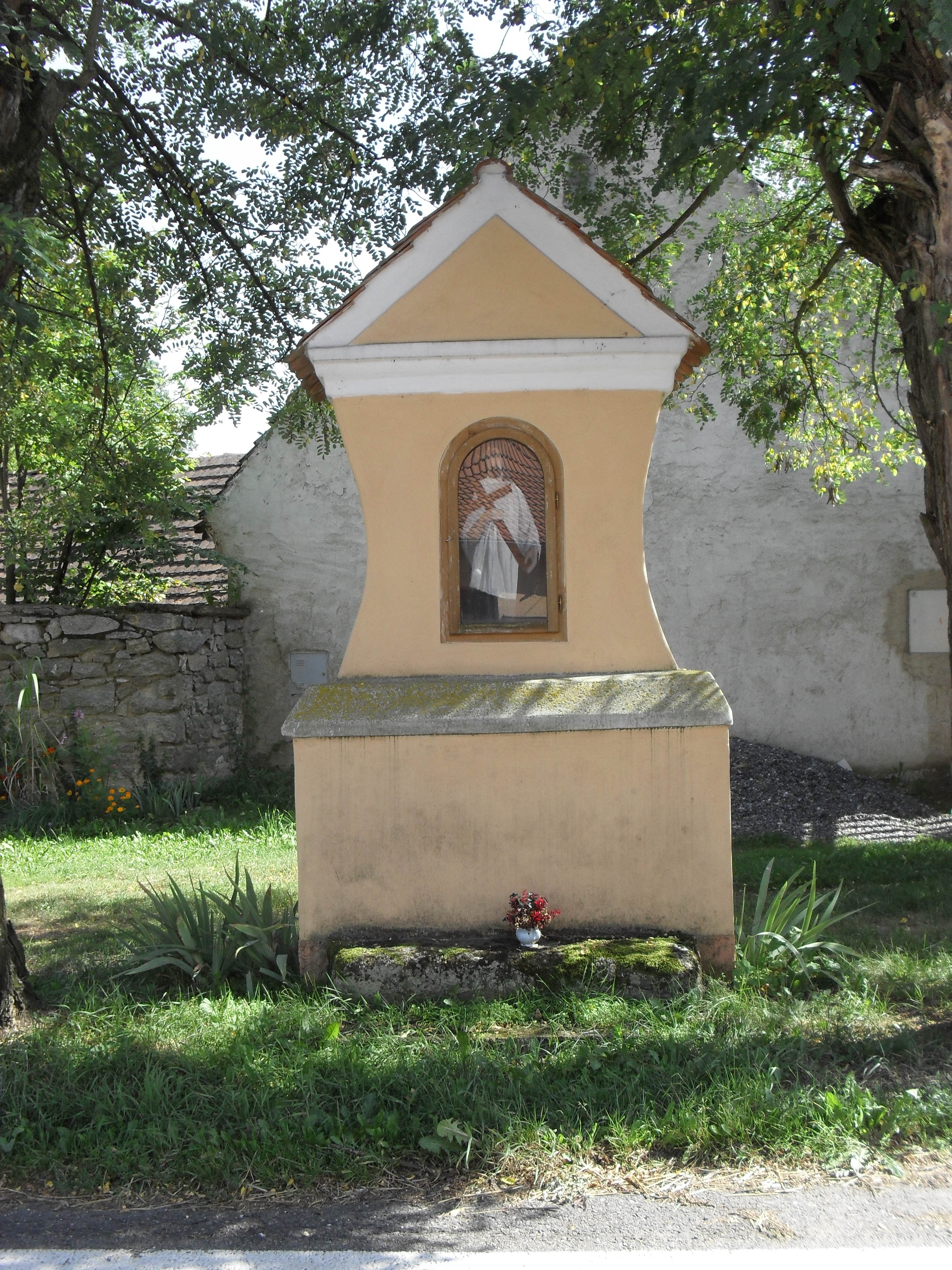
Ikona
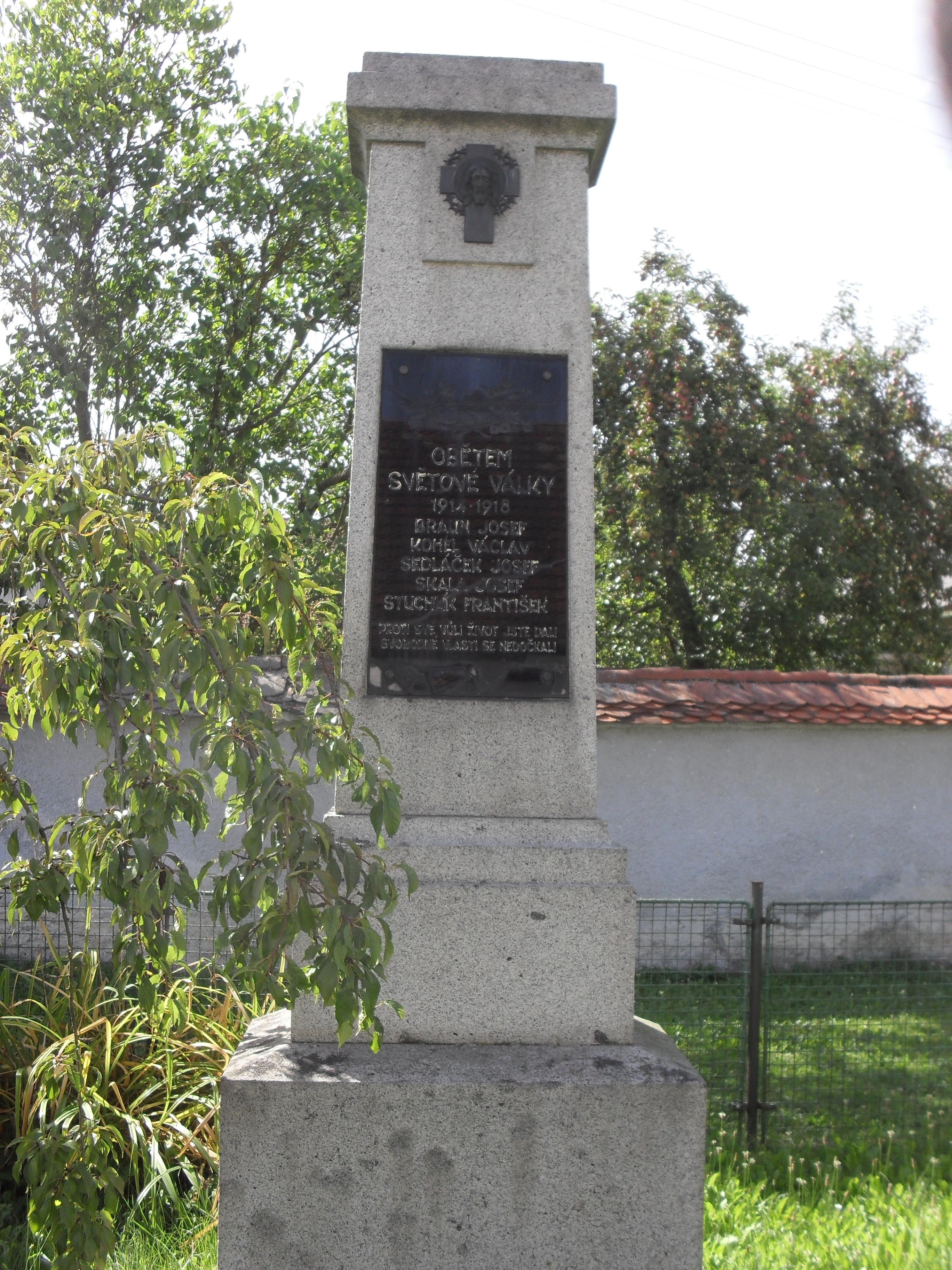
Památník obětem světové války